# Val-de-Meuse
Val-de-Meuse település Franciaországban, Haute-Marne megyében. Lakosainak száma 1807 fő (2022. január 1.). Val-de-Meuse Andilly-en-Bassigny, Avrecourt, Bassoncourt, Bonnecourt, Breuvannes-en-Bassigny, Chauffourt, Choiseul, Daillecourt, Dammartin-sur-Meuse, Is-en-Bassigny, Lavilleneuve, Merrey, Noyers, Parnoy-en-Bassigny, Poiseul, Rangecourt és Sarrey községekkel határos.

## Népesség
A település népessége az elmúlt években az alábbi módon változott:
| Lakosok száma | 1933 | 1888 | 1931 | 1861 | 1846 | 1832 | 1819 | 1813 | 1807 |
|               | 2013 | 2015 | 2016 | 2017 | 2018 | 2019 | 2020 | 2021 | 2022 |